# 72 (szám)
A 72 (hetvenkettő) a 71 és 73 között található természetes szám.

## A szám a matematikában
A tízes számrendszerbeli 72-es a kettes számrendszerben 1001000 , a nyolcas számrendszerben 110, a tizenhatos számrendszerben 48 alakban írható fel.
A 72 páros szám, összetett szám, kanonikus alakja 23 · 32, normálalakban a 7,2 · 101 szorzattal írható fel. Tizenkét osztója van a természetes számok halmazán, ezek növekvő sorrendben: 1, 2, 3, 4, 6, 8, 9, 12, 18, 24, 36 és 72.
Felírható 4 egymást követő prímszám (13 + 17 + 19 + 23) és hat egymást követő prímszám (5 + 7 + 11 + 13 + 17 + 19) összegeként is.
A legkisebb szám, aminek az ötödik hatványa felírható öt kisebb ötödik hatvány összegeként: 195 + 435 + 465 + 475 + 675 = 725.
Harshad-szám (azaz osztható a számjegyeinek összegével) a következő számrendszerekben: 2, 3, 4, 5, 6, 7, 8, 9, 10, 11, 12, 13 és 16.
Téglalapszám (8 · 9).
Erősen bővelkedő szám: osztóinak összege nagyobb, mint bármely nála kisebb pozitív egész szám osztóinak összege.
Négyzetteljes szám, de nem teljes hatvány, ezért Achilles-szám. A legkisebb ilyen tulajdonságú szám.
Erősen tóciens szám: bármely nála kisebb számnál többször szerepel a φ(x) függvényértékek között.
3-sima szám: nincs 3-nál nagyobb prímtényezője.
A 72 a címkézetlen, 10 csúcsú hernyógráfok száma.
A 72 egyetlen szám valódiosztóösszeg-függvényeként áll elő, ez a 71²=5041.

## A tudományban
- A periódusos rendszer 72. eleme a hafnium.
- A wow! szignál - a Hűha! jel - 72 másodpercig volt hallható.

## Vallás és ezotéria
A kabbala szerint Istennek 72 neve van. A 72 név 72 angyalt is jelöl.
Jézusnak 72 tanítványa volt.